# 核糖体大亚基
核糖体大亚基（英文：Ribosomal Large Subunit，简称“LSU”）是核糖体中较大的核糖体亚基。每个核糖体都由一个核糖体大亚基与一个核糖体小亚基共同构成。
原核细胞中的70S核糖体、真核细胞细胞质中的80S核糖体与真核细胞线粒体中的线粒体核糖体各拥有一种不同的核糖体大亚基：70S核糖体中包含50S核糖体亚基，80S核糖体中包含60S核糖体亚基，线粒体核糖体中则包含39S核糖体亚基。

## 结构与功能
- 肽酰转移酶位于核糖体大亚基内的具有催化氨基酸合成蛋白质活性的核酶，其本质为RNA。肽酰转移酶赋予核糖体蛋白质生物合成的能力。

- 肽链输出通道是一条肽酰转移酶处发源并贯穿核糖体大亚基的、由rRNA和RP共同围成的狭窄通道，长约55aa。[2]合成中的肽链在的肽链输出通道中延伸。